# Ascanuscollege

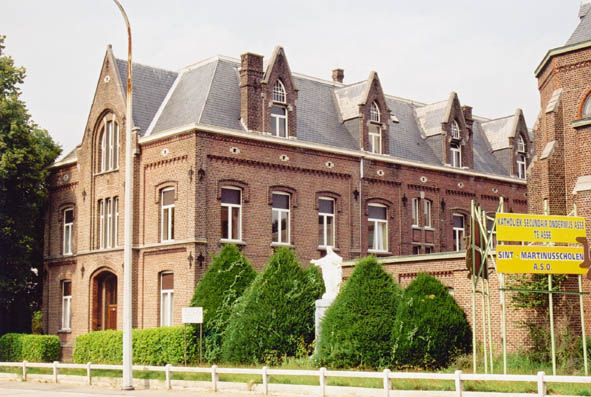
Ascanuscollege

Het Ascanuscollege is een voormalige kloosterschool in de tot de Vlaams-Brabantse gemeente Asse behorende plaats Walfergem.
Het college werd opgericht door de Missionarissen van het Heilig Hart die hun klooster in Borgerhout vanwege stadsuitbreidingen moesten verlaten. In 1908 betrokken zij de nieuwe gebouwen in Walfergem. Het betrof een klooster en een seminarie. Architect was M. Gerard.
Het betrof een oorspronkelijk L-vormig gebouw in traditionalistische stijl met enkele neogotische stijlelementen. In 1952 werd nog een haakse vleugel toegevoegd die, door enkele neogotische stijlelementen aan te brengen, enige harmonie met het bestaande complex moest waarborgen.
Het college is vernoemd naar Petrus Ascanus, uit Asse afkomstig en één van de Martelaren van Gorcum.
Het college werd een school die in de jaren '80 van de 20e eeuw gefuseerd is met enkele andere scholen te Asse.